# 수파웃 트안끌랑
수파웃 트안끌랑(태국어: ศุภวุฒิ เถื่อนกลาง, 1989년 7월 14일 ~ )은 태국의 풋살 선수이다.

## 수상
국가대표팀
 태국
- AFC 풋살 선수권 대회: 준우승 (2012)
- 실내 무도 아시안 게임: 준우승 (2009)

클럽
 촌부리 블루 웨이브
- AFC 풋살 클럽 챔피언십: 우승 (2013)
- 타이 풋살 리그: 우승 (2009, 2010, 2011-12, 2012-13)

개인
- 아시아 올해의 풋살 선수상(1): 2013
- AFC 풋살 클럽 챔피언십 MVP(1): 2013